# Roca del Contravent
La Roca del Contravent es troba al Parc de la Serralada Litoral, concretament a Vilanova del Vallès (el Vallès Oriental).
Es diu així perquè s'anomena Contravent al sector oest del Turó de Mataró, a Céllecs (hi ha una bona vista d'aquest rocam des del Mirador de Céllecs). S'hi pot accedir indistintament a la part baixa o alta, per camins diferents, i pujar o baixar per dins del bosc sense necessitat d'escalar. És menys embolicat accedir-hi per la part superior.
És ubicada a Vilanova del Vallès: situats a la Torre de Céllecs (torre de guaita per a prevenció d'incendis) del Turó de Mataró, sortim en direcció oest tot passant per damunt d'una roca plana tombada a terra. Comencem a baixar i a escassos 50 metres hi ha la cresta del rocam. Coordenades: x=444856 y=4601253 z=492.